# Meridiano 79 W
O meridiano 79 W é um meridiano que, partindo do Polo Norte, atravessa o Oceano Ártico, América do Norte, Oceano Atlântico, Mar do Caribe, Panamá, América do Sul, Oceano Pacífico, Oceano Antártico, Antártida e chega ao Polo Sul. Forma um círculo máximo com o Meridiano 101 E.
Começando no Polo Norte, o meridiano 79º Oeste tem os seguintes cruzamentos:
| País, território ou mar | Notas |
| ----------------------- | --- |
| Oceano Ártico           | |
| Canadá                  | |
| Canadá                  | Ilha Ellesmere e Ilha Coburg, Nunavut                                                                     |
| Baía de Baffin          | |
| Canadá                  | Ilha Bylot, Ilha Emmerson, Ilha Frechette e Ilha de Baffin, Nunavut                                       |
| Bacia de Foxe           | |
| Canadá                  | Ilha Rowley, Nunavut                                                                                      |
| Bacia de Foxe           | |
| Canadá                  | Ilha South Spicer, Nunavut                                                                                |
| Bacia de Foxe           | |
| Canal de Foxe           | |
| Baía de Hudson          | Passa a oeste da Ilha Elsie, Quebec, Canadá                                                               |
| Canadá                  | Ilhas Belcher, Nunavut                                                                                    |
| Baía de Hudson          | |
| Canadá                  | Quebec |
| Baía de James           | |
| Canadá                  | Quebec Ontário                                                                                            |
| Lago Ontário            | |
| Estados Unidos          | Nova Iorque - a oeste de Niagara Falls                                                                    |
| Canadá                  | Ontário                                                                                                   |
| Lago Erie               | |
| Estados Unidos          | Nova Iorque Pensilvânia Maryland Virgínia Ocidental Virgínia Carolina do Norte Carolina do Sul            |
| Oceano Atlântico        | Passa a oeste da Grand Bahama, Bahamas                                                                    |
| Cuba                    | Cayo Santa Maria, ilha principal, e Doce Leguas Cays                                                      |
| Mar das Caraíbas        | |
| Panamá                  | |
| Golfo do Panamá         | |
| Panamá                  | Ilhas Pérola                                                                                              |
| Oceano Pacífico         | |
| Colômbia                | Extremo ocidental                                                                                         |
| Oceano Pacífico         | Baía Ancón de Sardinas                                                                                    |
| Equador                 | |
| Peru                    | |
| Oceano Pacífico         | |
| Chile                   | Ilhas Robinson Crusoe e Santa Clara                                                                       |
| Oceano Pacífico         | |
| Oceano Antártico        | |
| Antártida               | Território reclamado pelo Reino Unido (Território Antártico Britânico) · e pelo Chile (Antártida Chilena) |